# Leeuwenbekkevertje
Het Leeuwenbekkevertje (Brachypterolus pulicarius) is een keversoort uit de familie bastaardglanskevers (Kateretidae). De wetenschappelijke naam van de soort werd in 1758 als Dermestes pulicarius gepubliceerd door Carl Linnaeus.